# Gefara

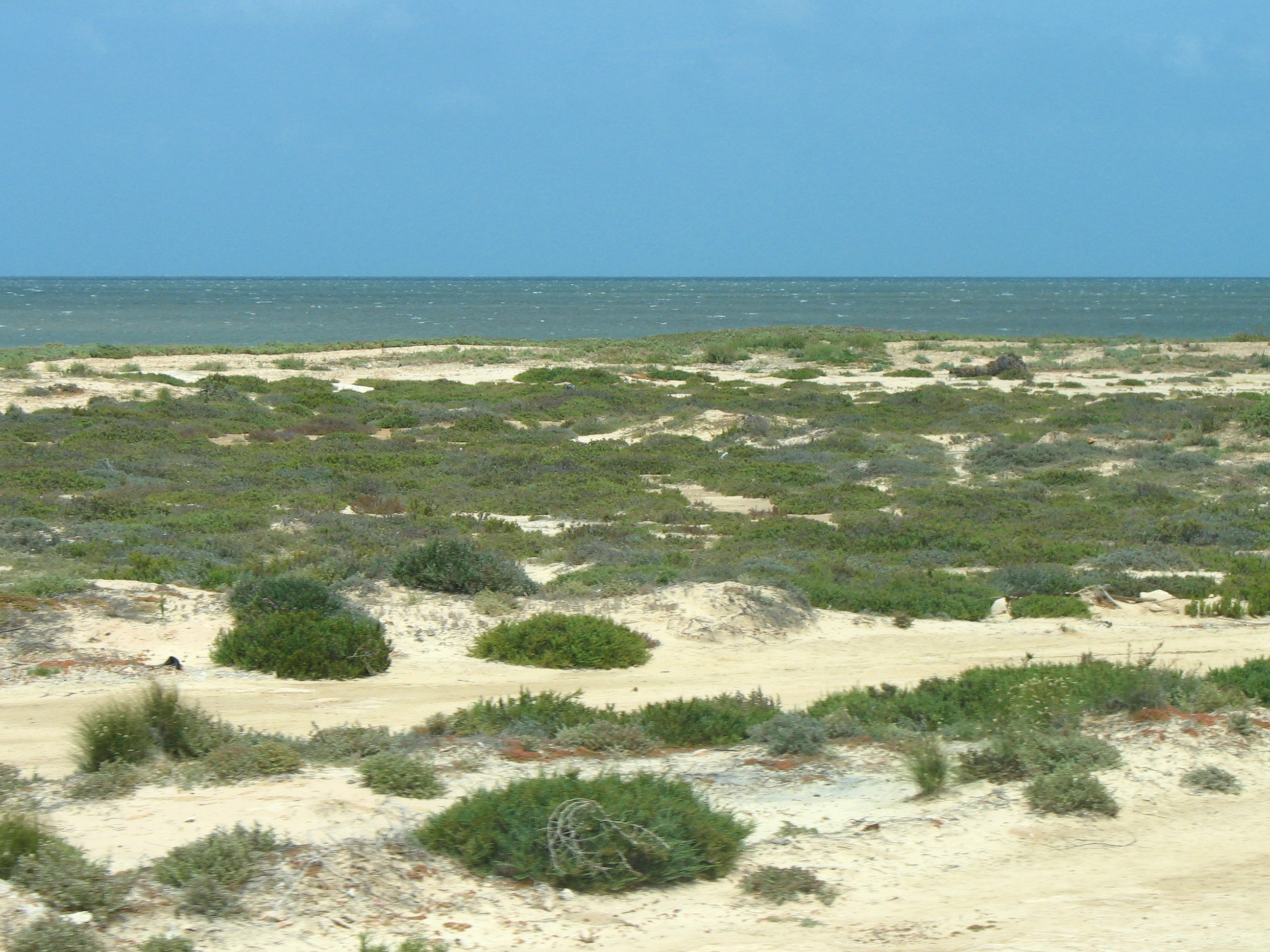
Costa sabbiosa dell'isola di Gerba.

Gefara, detta anche al-Jifarah o Jeffara o Djeffara, è una pianura litoranea del nordafrica posta al confine tra la Tunisia e la Libia.
Copre una superficie di circa 10.000 km². Orientata su un asse da nord-ovest a sud-est, si estende lungo il Mar Mediterraneo (ggolfo di Gabès) per circa 400 km di lunghezza e da 30 a 180 km di larghezza, dai dintorni di Skhira, a nord di Gabès, fino a Misurata in Libia, con vertice interno la città di Nalut in Libia.

## Geografia

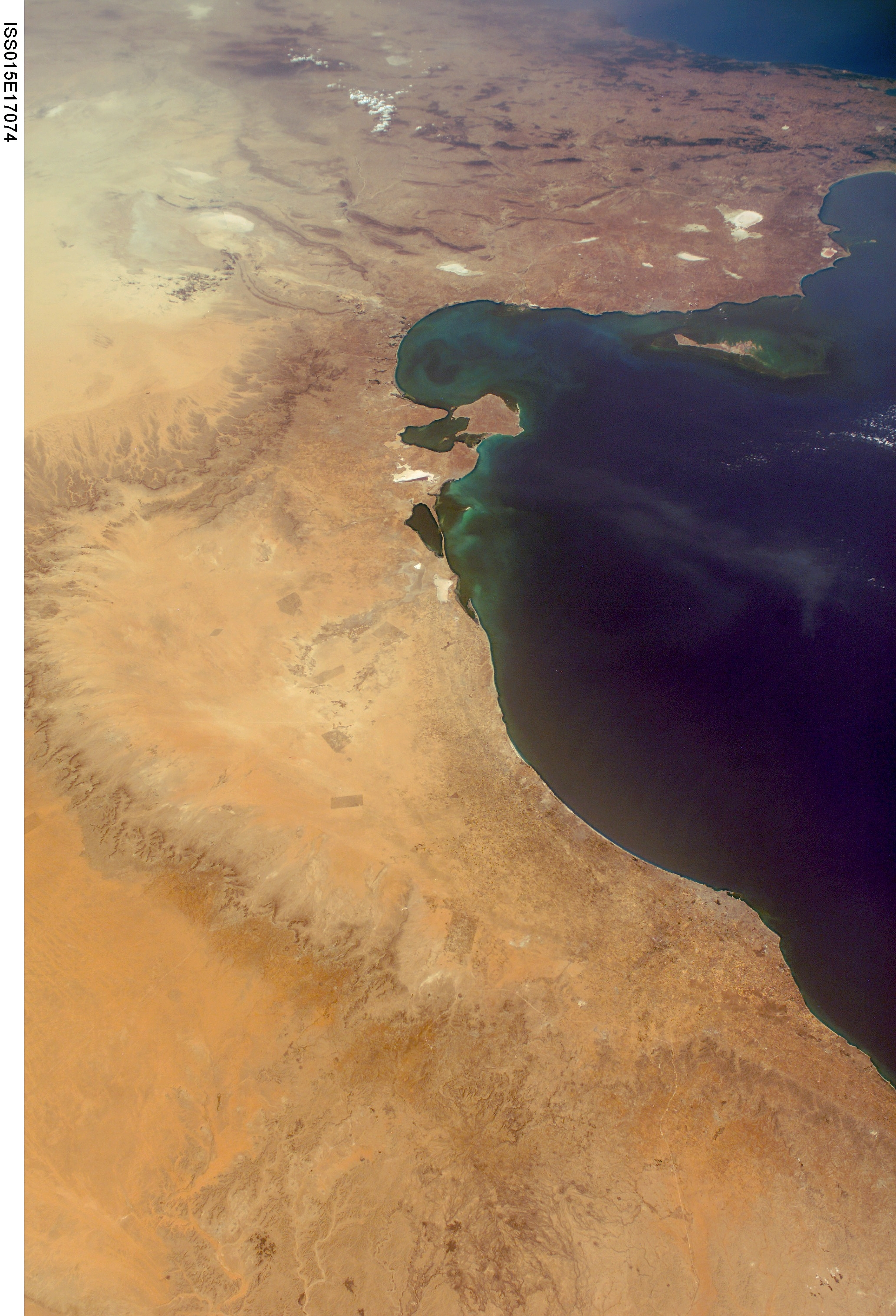
La pianura della Djeffara vista dalla ISS.

### Costa
La zona costiera è caratterizzata dalla presenza di numerose lagune. Un'altra particolarità è costituita dai laghi salati posti in prossimità del litorale, chiamati sebkas, tra cui la sebkha El Melah, la sebka Bou Djemel e la sebkha El Adhibat, che si estendono fino a 50 km nell'entroterra.
A poca distanza dalla costa si trova l'isola di Gerba.
La sua elevazione va dai 100 ai 300 m e va crescendo dolcemente dal mare verso l'interno dove l'altipano del Gebel Nefusa la interrompe bruscamente con versanti molto ripidi.

### Clima
Gli inverni sono miti, con temperature comprese tra 8 °C e 12 °C durante la notte e tra 16 °C e 20 °C durante il giorno. Le precipitazioni medie annuali sono comprese tra 250 e 400 mm, corrispondenti a un periodo da 30 a 50 giorni di pioggia tra i mesi di novembre e marzo. La quantità di pioggia aumenta con la distanza dalla costa, e con questa la fertilità del suolo.
Le estati sono calde e secche, con temperature diurne da 30 °C a 35 °C e picchi che possono raggiungere 46 °C, quando lo scirocco, chiamato ghibli in Libia e shehili in Tunisia, raggiunge la costa.

### Insediamenti
La pianura contiene la maggior parte della popolazione della Libia e la sua più grande città, Tripoli.
Le città più importanti della zona sono:
Tunisia
- Gabès;
- Medenina;
- Ben Gardane

Libia
- Zuara;
- Sabrata
- el-Azizia
- Tripoli
- Homs
- Zliten
- Misurata

## Economia

### Agricoltura

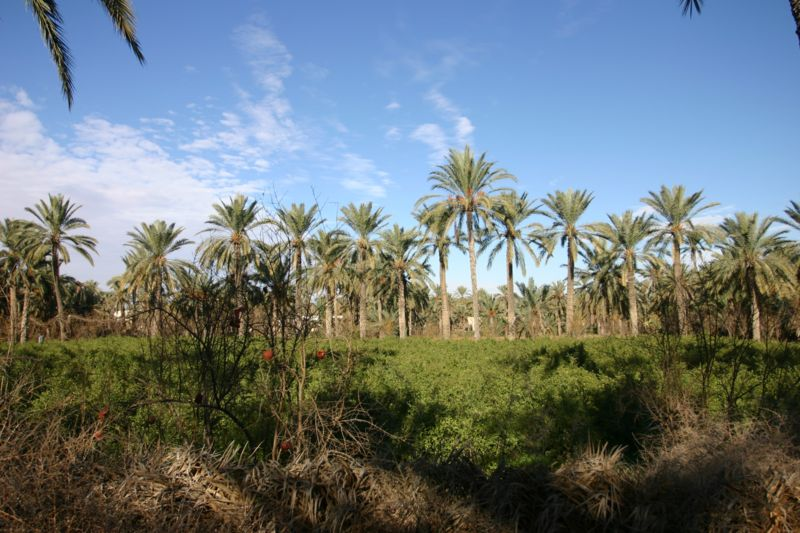
Palmeti a Gabès.

Anche se non possiede corsi d'acqua permanenti, la pianura della Gefara è relativamente fertile.
L'agricoltura gioca un ruolo importante nell'economia della regione. Nella parte tunisina dominano principalmente gli oliveti e l'orticoltura, mentre nella parte libica si trovano anche agrumeti.
Nella regione di Gabès e ai bordi del Djebel Nafusah vengono anche coltivati i datteri.

### Turismo
Tra le attrazioni turistiche della regione vi sono numerosi forti e rovine, in parte ben conservati, come a Naoura, Sidi Ahmed Chaouch, Ras Jedir, Henchir El Diab e Henchir El Menafa.
Nel sud della parte tunisina si trovano molti ksour, tra cui Ksar Ouled Aoun e Ksar Morra. Nel sito archeologico di Gightis vi sono rovine di epoca romana.
In Libia le rovine della città di Sabratha sono state inserite nella lista dei patrimoni dell'umanità dell'UNESCO nel 1982.